# Elmar Kohh
Elmar Kohh, vagy más formában Elmar Koch (Jaanikeste, 1907. július 6. – Stockholm, 2003. szeptember 1.) észt erdészeti szakember, tudós.
A Põlva megyei Jaanikeste faluban született. Apja  Jaan Koch, anyja Eha Kohh. Räpina mezőgazdasági középiskolájában tanult. 1926-ban beiratkozott a Tartui Egyetemre, ahol erdészettudományt tanult. 1931-ben szerzett diplomát, majd 1934-ben kapott mester fokozatot. 1943-ban szerzett doktori fokozatot. 1936-1941 között a Tartui Egyetem Erdészeti Kutatóintézetét vezette.
1944-ben Németországba távozott, majd onnan 1947-ben Svédországba költözött. Ott 1964-től 1972-ig a svéd Állami Erdészeti és Földhivatal igazgatója volt. Észtország szovjet megszállás alatt aktívan tevékenykedett a svédországi észt közösségben, 1949-től 1975-ig  a Svédországban működő észt erész szövetség vezetője volt.
Tudományos munkássága részeként több mint 70 tudományos és szakcikket publikált. 